# 糞生菌

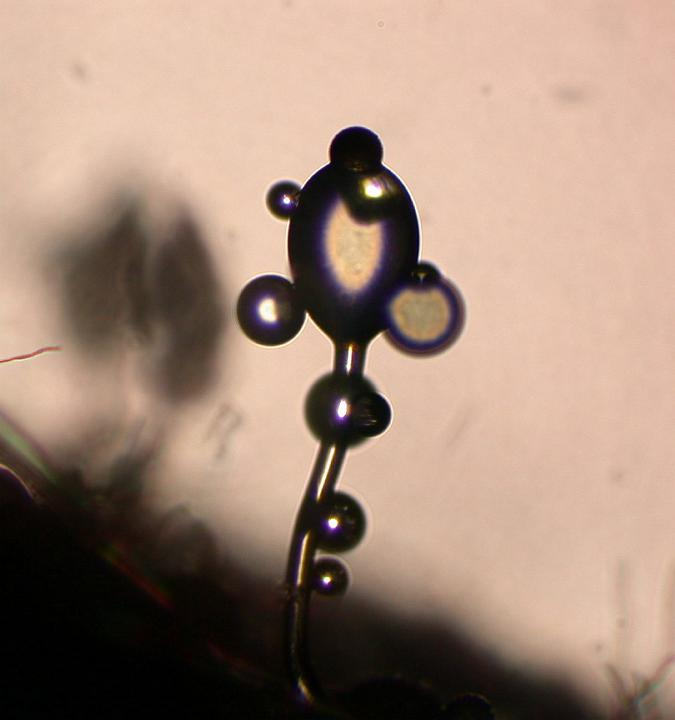
ウサギの糞に発生したミズタマカビ

糞生菌（ふんせいきん）とは、動物の糞上に出現する菌類のことである。非常に多彩な菌群が出現することが知られている。

## 概説
動物の糞がさまざまな菌類の生育の場として注目すべきものであることは、19世紀から知られており、多くの研究がある。それらの菌類を総称して糞生菌(Coprophilous fungi)と言う。糞生菌の観察は、菌類学のカリキュラムとしても必ず取り上げられるほどで、J.ウェブスターは「菌類を真剣に学ぶつもりの学生にとって、窓際のガラス容器で培養した糞の上に出現する菌類の系列を追うことに勝る入門はない」とまで述べている。それらの菌類は糞の分解を行っているものと考えられるが、個々の種について見ると、より特殊な栄養を取っているものもある。
糞生菌には、それ以外の環境にも見られるものも多いが、ほとんど糞にのみ見られるものもある。それらの中には特殊な適応を示すものもある。胞子を射出するもの、胞子の発芽がアルカリ溶液によって刺激されるものなどはその例である。
糞上の糞生菌相には時間的な変遷が見られることは古くから知られており、これを糞生菌の遷移という。

## 基質としての糞
動物の糞は、動物の種によってもその性質は大きく異なる。哺乳類では、大ざっぱに言って肉食動物のそれは粘液っぽくて臭いが強く、草食動物のそれは繊維っぽく臭いは薄い。菌類がよく観察されるのは草食動物のものとされており、ヒツジやウサギの糞がよく観察に用いられる。ネズミ類の糞も興味深いものが見られる場合が多い。しかしそうでない動物でもさまざまなものが発見されている。また、爬虫類や両生類、あるいは昆虫などの糞から発見されたものもある。鳥類の糞は一般には菌類の出現が少ないとされる。
ここでは主に草食動物の糞について説明する。糞と言えば、その動物が食べた餌から栄養を吸収した残りかすと考えがちであるが、必ずしもそうではなく、菌類から見れば元の餌より魅力的である面すらある。以下のような特徴が挙げられる。
- 糖類など可溶性の栄養素を多く含むこと。これはセルロースなど分解困難な成分の利用が苦手な接合菌などの成長に役立つ。また、主成分はセルロースやリグニンで、これらは子嚢菌や担子菌の多くが利用する。
- 窒素含有量が高いこと。これらの糞の窒素含有率は4%にも及び、一般的な菌類の基質である植物遺体（材木で0.1%以下程度）に比べるとはるかに高い。さらに、草食動物の元の餌より高いのが普通で、これは動物の分泌物や腸内細菌の活動のためである。蛋白質なども多く含まれる。これらは多くの菌類の子実体形成にとって有利に働く。
- ビタミン・ミネラルなどの成分が多く含まれること。いくつかの糞生菌はこれらのうちの特殊な成分を成長のために必要としている。
- 水分が多く保持されていること。また、比較的長くそれを保持できること。なお、乾燥したものは水を含ませれば菌類が出現し始めるので、乾燥して保存する場合もある。また、これらの糞の多くは弱酸性であり、このことも菌類の繁殖には有利とされる。なお、鳥類の糞は弱アルカリ性であり、菌類の出現が少ない原因の一つと考えられる。
- 半固形で、小塊が積み重なった構造であること。菌糸の成長に有利な構造である。

また、糞はそれぞれの動物によって特定の形で出されるが、これも単にその形に集められた均質な素材と考えてはならず、それぞれの粒に構造があり、それが菌類に重要な意味を持つらしい。例えばそのままの糞を置いて培養した場合と、粉末にして寒天培地に広げた場合では、後者の方が出現種数が明らかに少なかったとの報告がある。
このほか、糞に生じる生物相に関係を持って出現する菌群もある。たとえばエダカビ科やディマルガリス目のものは糞の上に出現するケカビ類を宿主とする菌寄生菌である。また、糞には線虫なども繁殖するから、線虫捕食菌なども出現することがある。

## 出現する菌類
非常に多くの菌類が出現するが、ごく代表的なものを挙げる。
- 粘菌：一部の変形菌や細胞性粘菌
- 接合菌：ケカビ・カラクサケカビ・ヒゲカビ・ミズタマカビ・ディマルガリス・バシジオボルス
- 子嚢菌：ギムノアスクス・ケタマカビ・ソルダリア・スイライカビ
- 担子菌：ヒトヨタケ・オキナタケ
- 不完全菌類：コウジカビ・アオカビ・クラドスポリウム・ゲオトリカム

また、外見では見分けられないが、酵母類も出現する。

## 独特の適応
これらの中には、広くさまざまな有機物上に出現するものもあるが、糞だけに見られるものもある。特にミズタマカビやスイライカビ、ヒトヨタケなどでは、糞生菌としての独特の適応が見られる。
これらの菌は、糞を出す動物の消化管を通して糞に胞子が行き着くことができる。糞上で成長した菌は胞子を射出し、その胞子は周辺の植物の葉に付着する。ミズタマカビでは胞子のうの塊がまとまって打ち出され、その距離は2mにも達する。近縁のピライラでは胞子嚢柄が長く伸びることで、やはり胞子嚢を周辺の草の葉にくっつけるようにする。この手の菌の胞子は草食動物に葉と一緒に食べられ、消化管を通って糞に達し、そこで発芽成長するものと考えられる。このような菌では、消化液による刺激が胞子の発芽を促進する例も知られる。このようなものを特に内生糞生菌ということもある。
これに対して、よく糞に出現するが、このような特徴を持たないものは胞子が他の方法で糞から糞へと移動するものと考えられ、外生糞生菌とも言う。

## 遷移
糞の上に生じる菌類相には、時間的な一定の変化があることが知られており、これを糞生菌の遷移と呼んでいる。
一般的な形としては、以下のようなものである。
- ケカビ類は2-3日後から出現し、1週間程度で見られなくなる。
- 不完全菌類はほぼ同時期かやや遅れて出現し、その後継続的に2週間後くらいまで見られる。
- 子嚢菌類は多くは10日後くらいから出現を始め、3週間後くらいまで出現する。
- 担子菌類は早いものでは10日位から、多くは子嚢菌より遅れて出て、1カ月目くらいまで出現する。

これらの出現の時間的な差は、以下のような原因によると考えられている。
1. 糞の成分の変化：水溶性の栄養分を吸収して成長するケカビ類は初期に出現し、それを消費し尽くすと衰退する。より長期的には、糞は次第に分解して土壌に同化すると考えられる。
2. 胞子形成にかかる時間の差：ケカビ類、不完全菌類は子実体を作らないため素早くその姿が見つけられるようになる。これに対して、子嚢菌、担子菌はその姿が見られるようになるまでにそれなりの時間がかかる。多くの菌で、培地上での胞子形成までの期間と糞上での出現までの期間がほぼ一致することが知られている。
3. 菌類間の相互関係：たとえばヒトヨタケは他感作用を持ち、これが繁殖すると他種の菌が減衰する。